# Metro van Atlanta
De metro van Atlanta is een belangrijk middel van openbaar vervoer in Atlanta, de hoofdstad en tegelijk grootste stad van de staat Georgia. De metro is een van de jongere exemplaren binnen de Verenigde Staten. Het openbaar vervoersbedrijf dat verantwoordelijk is voor de metro heet MARTA (Metropolitan Atlanta Rapid Transit Authority) en beheert behalve de metro ook lokaal busvervoer. De afkorting MARTA wordt gebruikt om het gehele metrosysteem aan te duiden.
De metro bestaat uit twee lijnen, die beide vertakt zijn, men kan zodoende ook vier lijnen tellen. Het netwerk heeft een lengte van 79 kilometer en telt 38 stations. De metro is gebouwd om forensen die de auto gebruiken een alternatief te bieden. De lay-out van het netwerk lijkt sterk op het snelwegnetwerk (I-20, I-75, I-85 en I-285). Bij diverse stations is voor gratis parkeergelegenheid gezorgd. Hartsfield-Jackson Atlanta International Airport is bereikbaar per metro; Peachtree Station, het treinstation van Amtrak in Atlanta, echter niet.

## Voorgeschiedenis
Vanaf 1871 reden er trams in Atlanta, die eerst nog getrokken werden door paarden, maar later door stoomkracht en elektriciteit werden aangedreven. In de jaren dertig werden de tramlijnen gaandeweg vervangen door trolleybussen. Aan het einde van de jaren veertig reed de laatste tram door de stad. In 1960 kwam de president van de Kamer van Koophandel, Ivan Allen Jr., met het voorstel om opnieuw stedelijk spoorvervoer in Atlanta aan te leggen. Zijn plan dat het nijpende verkeersprobleem van de stad moest oplossen, kon hij een jaar later uitvoeren als burgemeester. Allen begon aan de lastige taak een bestuurlijke overeenkomst te bereiken, er diende een organisatie opgestart te worden en de ruimtelijke planning moest uitgewerkt worden.
In 1968 werden de kiezers geraadpleegd van de stad Atlanta en Fulton en DeKalb county, het gebied waar de metro gepland was. De bedrijven in de regio waren veelal voorstanders en er was een lobby ontstaan die propageerde dat het systeem de fileproblemen zou oplossen en het aanzien van de stad zou vergroten. Toch werd het plan tot drie keer toe weggestemd. De grootste tegenstand kwam vanuit de Afro-Amerikanen, die de metro relatief weinig voordeel voor hen vond opbrengen en zich onvertegenwoordigd voelde op bestuurlijk niveau in de vervoersorganisatie.
De drie volgende jaren werden de metroplannen aangepast, waarbij het doel was de bezwaren bij de bevolking weg te nemen. De kansen voor Afro-Amerikanen om te gaan werken bij MARTA werden vergroot, er werden meer stations in de gekleurde wijken gepland. De geplande lijnen werden langer gemaakt, zodat meer van Atlanta’s voorsteden opgenomen werden. In 1971 werd er opnieuw gestemd, deze keer in Atlanta en vier counties, het resultaat was deze keer positief.

## Netwerk
De metro kent twee lijnen, de een verloopt in nood-zuidelijke richting, de ander in oost-westelijke. Beide lijnen zijn aan één uiteinde vertakt, zodat je ook van vier lijnen kunt spreken. De totale lengte bedraagt 79 kilometer. Het plan uit 1971 werd vrijwel precies uitgevoerd zoals het was opgesteld, later werd nog vijf kilometer aan uitbreiding op het plan gebouwd.
In het centrum rijden de treinen stukken ondergronds, met 14 kilometer en 10 stations is dit deel beperkt. Het merendeel van de sporen ligt op maaiveldniveau of verhoogd (37 + 30 kilometer). De lijnen worden aangeduid met een eigen kleur, het systeem kent een rode, gouden, blauwe en groene lijn. Dit systeem werd in 2009 ingevoerd en verving de oude naamgeving: East-West Line, Proctor Creek Line en North-South Line waren tot dan de aanduidingen.
De metro bedient met de huidige lijnen de luchthaven, het centrum en drie van de vier andere belangrijkste commerciële wijken, Midtown, Buckhead en Perimiter. Grote delen van het uitgestrekte metropoolgebied zijn echter niet per metro, of met ander spoorvervoer bereikbaar. Vanwege de grote afstanden kan vervoer per bus een lange reistijd met zich meebrengen. Er bestaan ideeën voor een regionaal spoorsysteem in het stadsgebied en eind 2014 het tramsysteem heringevoerd.
Onderstaande tabel toont de stationsnamen van de lijnen van de metro:
| Rode lijn                                        | Gouden lijn                      | Blauwe lijn                           | Groene lijn                    |
| ------------------------------------------------ | -------------------------------- | ------------------------------------- | ------------------------------ |
| North Springs                                    |                                  |                                       |                                |
| Sandy Springs                                    | Doraville                        |                                       |                                |
| Dunwoody                                         | Chamblee                         |                                       |                                |
| Medical Center                                   | Brookhaven/Oglethorpe University |                                       |                                |
| Buckhead                                         | Lenox                            |                                       |                                |
| Lindbergh Center                                 | Lindbergh Center*                |                                       |                                |
| Arts Center                                      | (*=aantakking bij rode lijn)     | H.E. Holmes                           |                                |
| Midtown                                          | =                                | West Lake                             | Bankhead                       |
| North Avenue                                     | =                                | Ashby                                 | Ashby*                         |
| Civic Center                                     | =                                | Vine City                             | (*=aantakking bij blauwe lijn) |
| Peachtree Center                                 | =                                | Dome/GWCC/State Farm Arena/CNN Center | =                              |
| Five Points                                      | =                                | Five Points                           | =                              |
| Garnett                                          | =                                | Georgia State                         | =                              |
| West End                                         | =                                | King Memorial                         | =                              |
| Oakland City                                     | =                                | Inman Park/Reynoldstown               | =                              |
| Lakewood/Ft. McPherson                           | =                                | Edgewood/Candler Park                 | = (terminus)                   |
| East Point                                       | =                                | East Lake                             |                                |
| College Park                                     | =                                | Decatur                               |                                |
| Hartsfield-Jackson Atlanta International Airport | =                                | Avondale                              |                                |
|                                                  |                                  | Kensington                            |                                |
|                                                  |                                  | Indian Creek                          |                                |

## Galerij

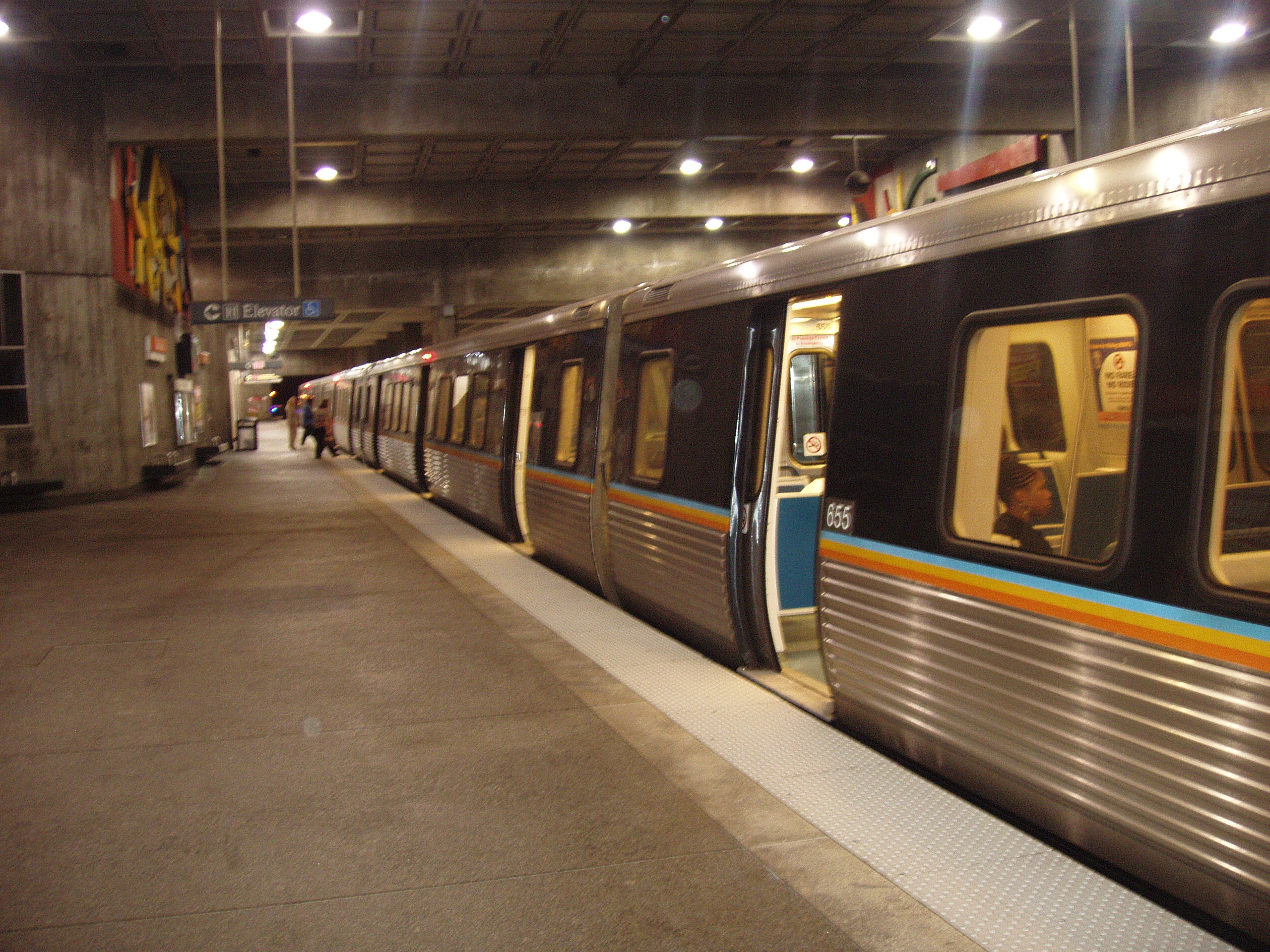
Een metrotrein
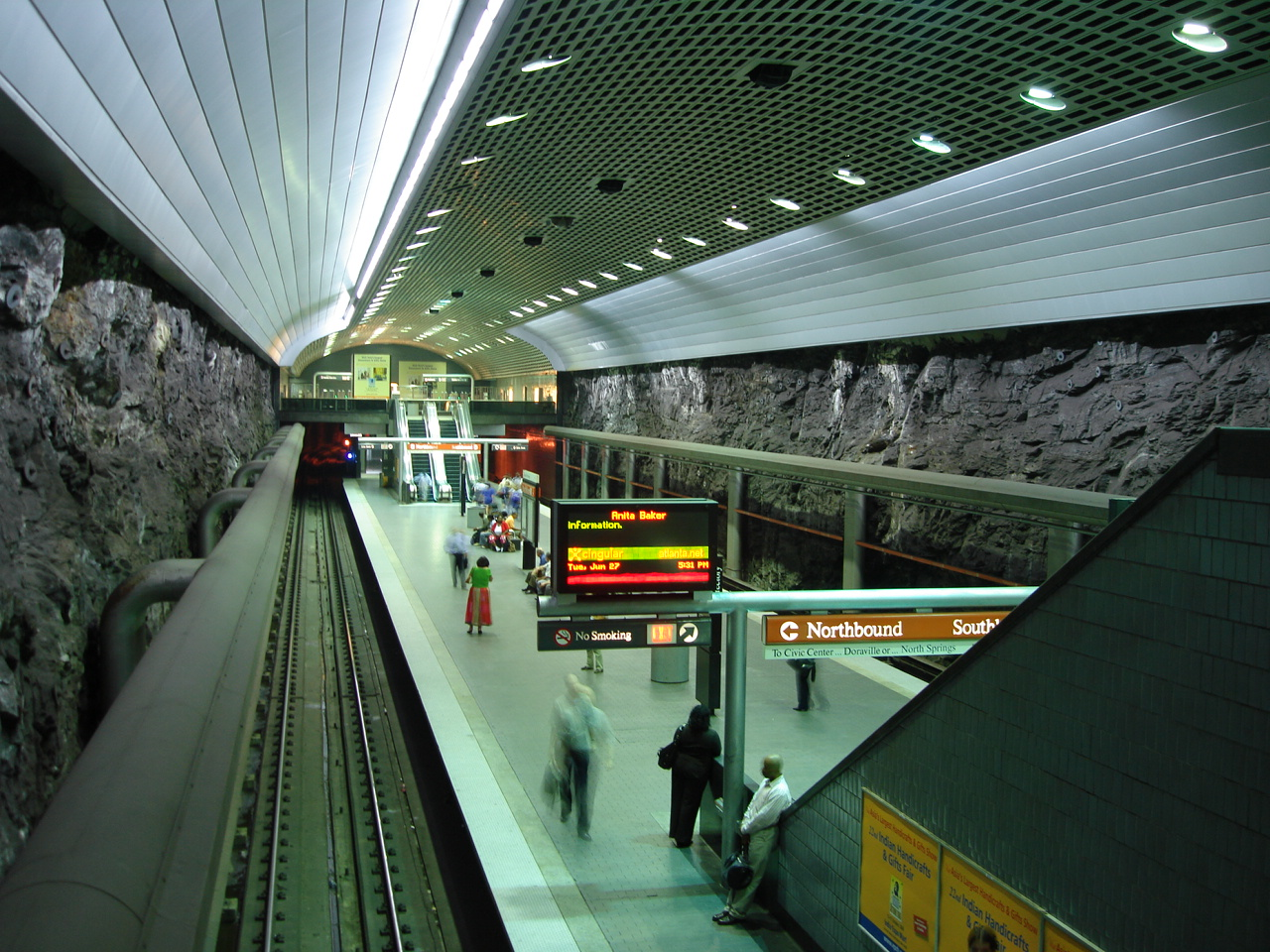
De architectuur van station Peachtree is kenmerkend
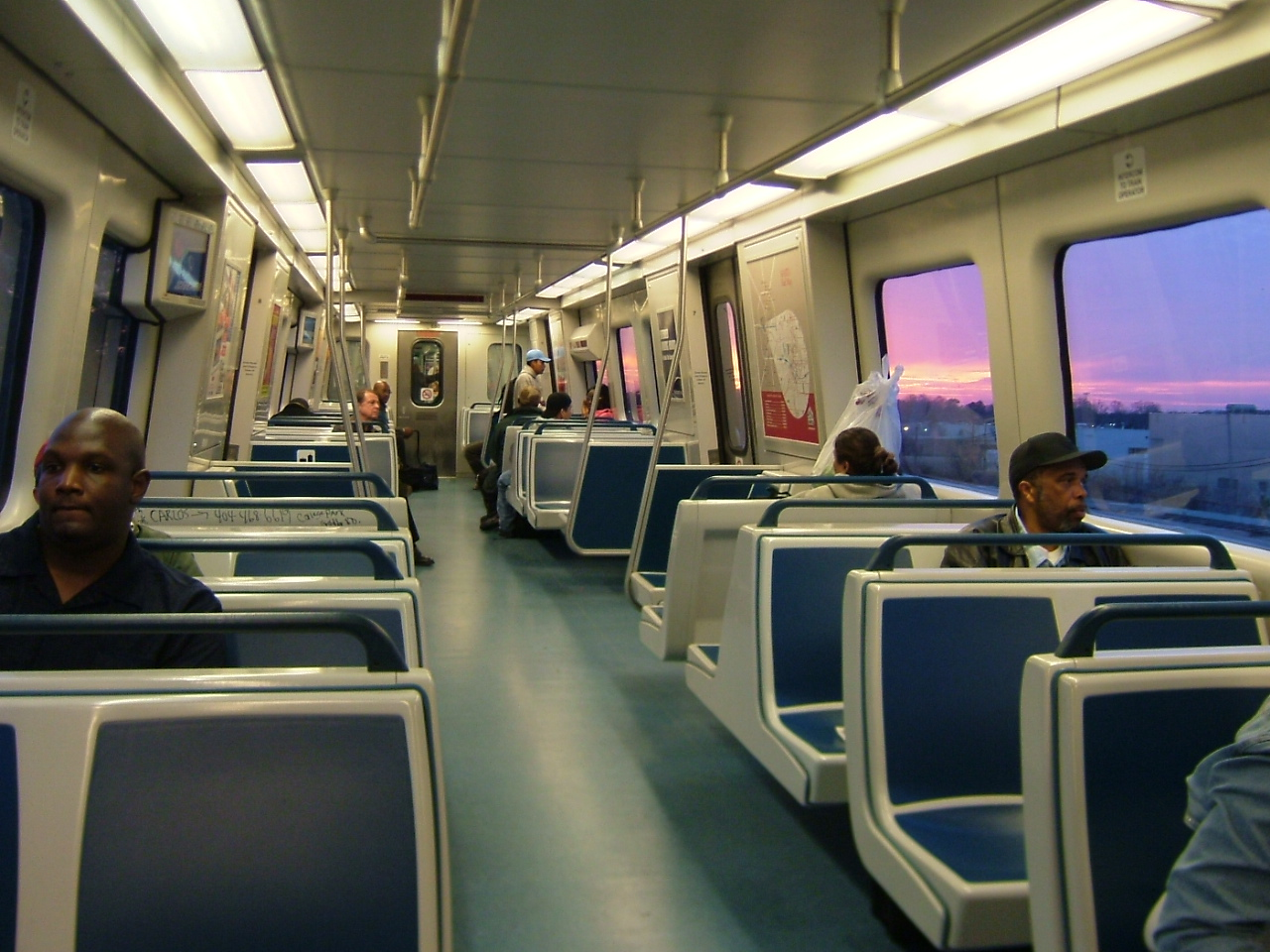
Interieur van de metro
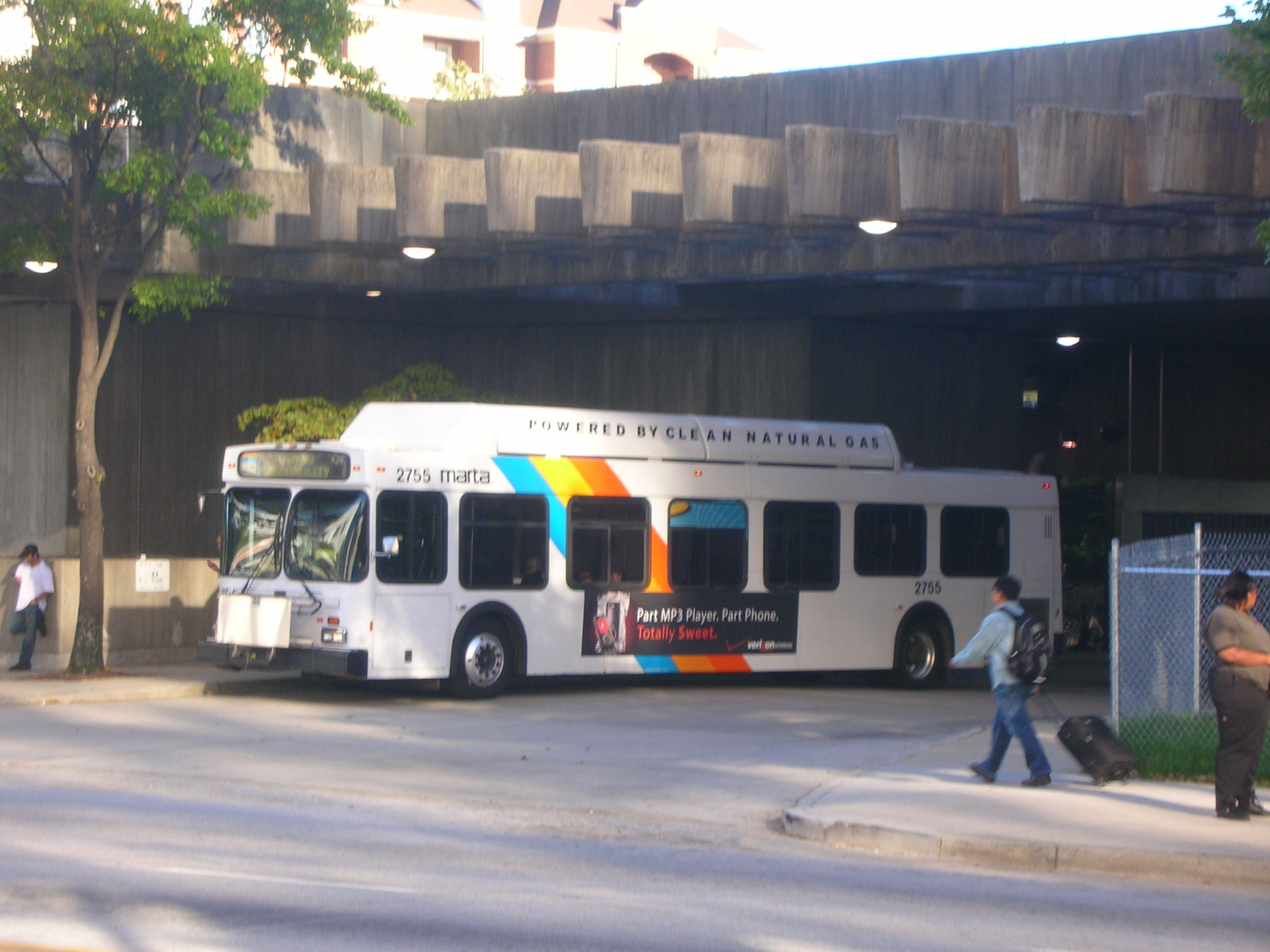
MARTA verzorgt ook busvervoer in de stad
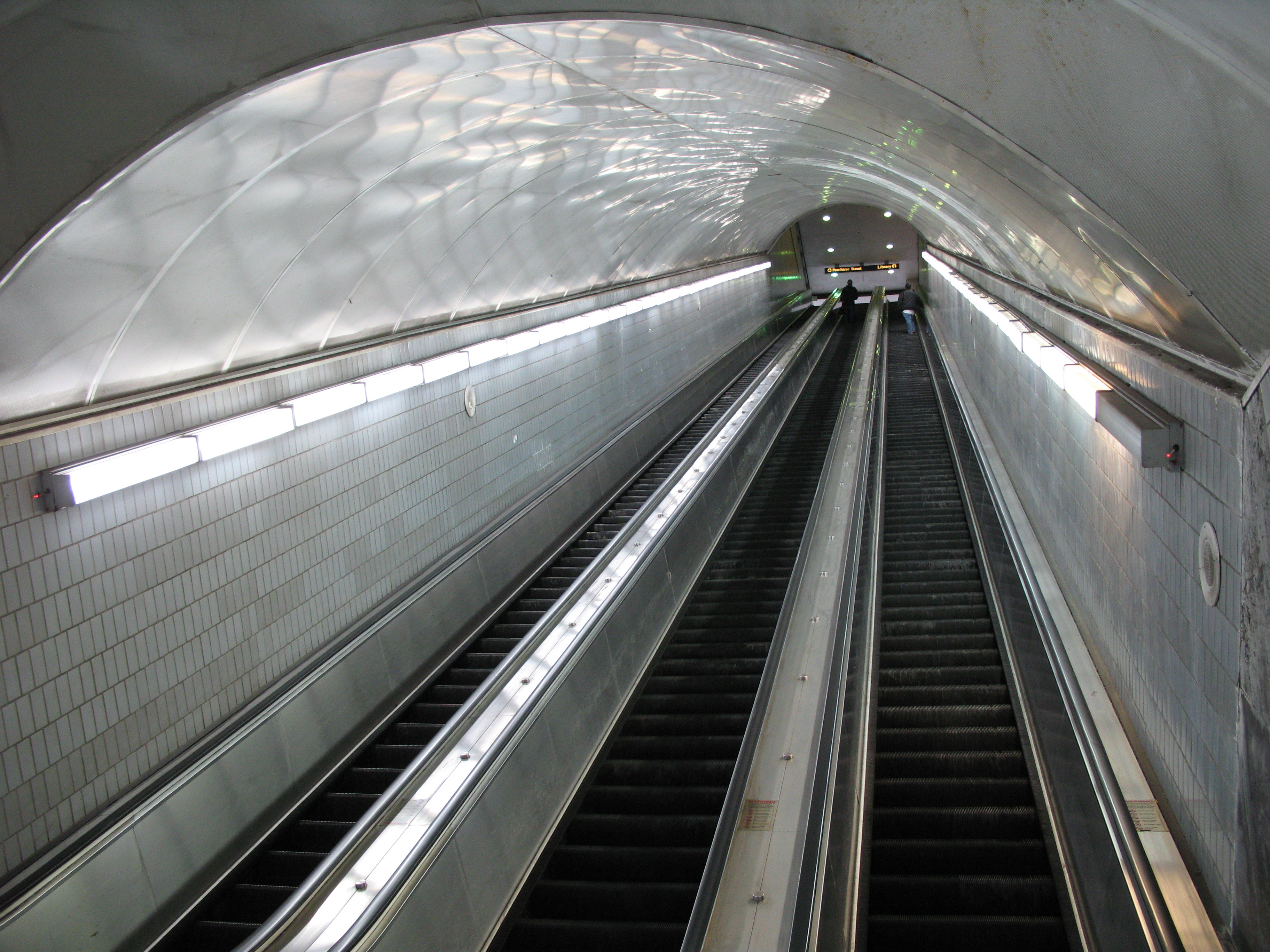
Roltrappen van station Peachtree
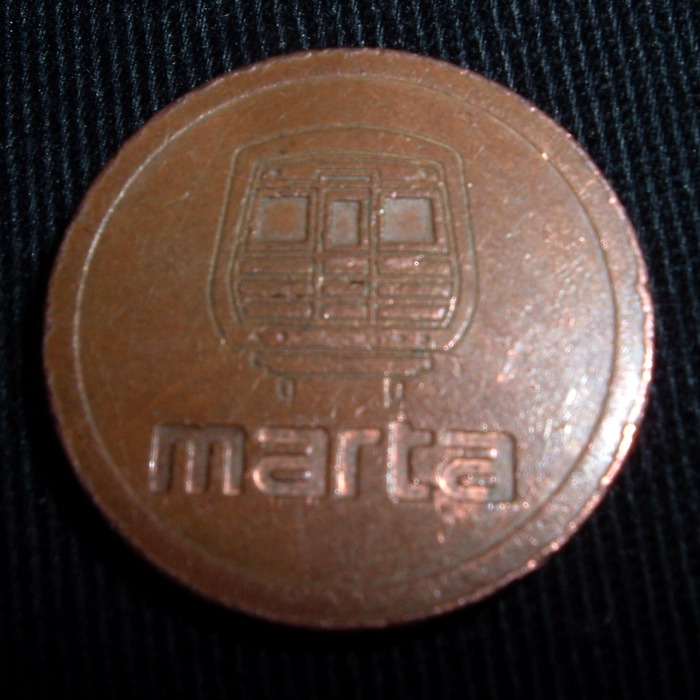
Een metromuntje